# Temple mormon de Détroit
Le temple mormon de Détroit est un temple de l’Église de Jésus-Christ des saints des derniers jours situé à Détroit, dans l’État du Michigan, aux États-Unis. Il a été inauguré le 23 octobre 1999.